# Mayorella pussardi
Mayorella pussardi – gatunek ameby należący do rodziny Mayorellidae z supergrupy Amoebozoa w klasyfikacji Cavaliera-Smitha.
Trofozoit osiąga wielkość 17 – 20 μm. Jądro wielkości 3 – 4 μm.
Występuje w Morzu Śródziemnym.